# Józef Hersz Dawidsohn
Józef Hersz Dawidsohn (ur. 18 stycznia 1881 w Warszawie, zm. 1947 w Brytyjskim Mandacie Palestyny) – polski lekarz, wydawca, działacz społeczny, senator II kadencji Senatu II RP, kapitan Wojska Polskiego żydowskiego pochodzenia.

## Życiorys
Był prawnukiem Chaima Dawidsohna. W 1899 ukończył V Gimnazjum Filologiczne w Warszawie. Studiował na Wydziale Przyrodniczym UW, studia kontynuował w Berlinie wybierając medycynę. Doktorat uzyskał w 1906 w Würzburgu, a dyplom lekarza wojskowego otrzymał w 1907 w Petersburskiej Akademii Wojskowo-Lekarskiej.  Zakończył służbę w stopniu kapitana przeniesiony do rezerwy w 1921.
Prowadził ożywioną działalność społeczną i polityczną jako syjonista. Był wydawcą i redaktorem naczelnym kilku żydowskich czasopism wydawanych w języku polskim.
Był senatorem II kadencji (1928-1930) odrodzonej Rzeczypospolitej.
W 1932 opuścił Polskę i przeniósł się do Brytyjskiego Mandatu Palestyny  gdzie pracował jako inspektor służb medycznych w Departamencie Imigracji Agencji Żydowskiej. 